# Tahir-Moschee (Koblenz)
Die Tahir-Moschee (Urdu مسجد طاہر DMG Masǧid Ṭāhir, deutsch ‚Moschee des Reinen‘) ist eine  Moschee der Ahmadiyya Muslim Jamaat in Koblenz-Lützel. Benannt wurde sie nach Mirza Tahir Ahmad und ist die siebte Moschee, die im Rahmen des 100-Moscheen-Plans von 2002 bis 2004 erbaut wurde. Sie ist der erste repräsentative islamische Sakralbau in Koblenz.
Seit 1987 hatten die rund 220 Mitglieder der Ahmadiyya-Glaubensgemeinschaft einen Gebetsraum. Durch den Bau der Moschee besteht nun Platz für mehr als 500 Gläubige. Eröffnet wurde die Tahir-Moschee am 23. Mai 2004 von Mirza Masroor Ahmad, dem 5. Khalifat ul-Massih, dem spirituellen Oberhaupt der Ahmadiyya Muslim Jamaat. Die Moschee hat eine Kuppel und zwei jeweils 15 Meter hohe Minarette.